# 星野芳昭
星野 芳昭（ほしの よしあき、1937年（昭和12年）5月27日 - ）は、日本の政治家、元新潟県魚沼市長（1期）。旭日小綬章受章。

## 来歴
新潟県立長岡農業高等学校卒。新潟県北魚沼郡堀之内町を4期務め、堀之内町は小出町などと合併し、2004年に魚沼市が発足。合併後の市長選挙に立候補し、当選した。2008年に2期目を目指したが、元魚沼市議の大平悦子に敗れた。2025年7月 高齢者叙勲において地方自治功労により旭日小綬章を受章。